# Amichai Barer
Amichai Tzvi „Ami“ Barer (* 4. März 1991) ist ein professioneller kanadischer Pokerspieler. Er gewann 2014 das Main Event der Aussie Millions Poker Championship und 2022 ein Bracelet bei der World Series of Poker Online.

## Pokerkarriere

### Online
Barer spielt seit März 2009 online unter dem Nickname UhhMee. Er hat sich mit Online-Turnierpoker mehr als 10,5 Millionen US-Dollar erspielt, womit er zu den erfolgreichsten Spielern zählt. Den Großteil von über 9 Millionen US-Dollar gewann der Kanadier dabei auf der Plattform PokerStars. Dort siegte er u. a. 2012 und 2014 jeweils bei einem Turnier der Spring Championship of Online Poker und sicherte sich 2016 und 2017 jeweils einen Titel bei der World Championship of Online Poker. Auf GGPoker nutzt Barer seinen echten Namen und entschied dort Ende August 2022 das Bounty Pot-Limit Omaha der World Series of Poker Online für sich. Dafür wurde er mit einem Bracelet sowie dem Hauptpreis von über 60.000 US-Dollar ausgezeichnet.
Im Jahr 2011 stand er zeitweise auf dem dritten Platz des PokerStake-Rankings, das die erfolgreichsten Onlinepoker-Turnierspieler weltweit listet.

### Live
Sein erstes Preisgeld bei einem Live-Turnier gewann Barer Anfang Mai 2009 beim Main Event der European Poker Tour (EPT) in Monte-Carlo, bei dem er den mit 45.000 Euro dotierten 25. Platz belegte. Im Dezember 2013 wurde er beim Main Event der Eureka Poker Tour in Prag Zweiter und erhielt mehr als 130.000 Euro. Anfang Februar 2014 gewann der Kanadier das Main Event der Aussie Millions Poker Championship in Melbourne. Dafür setzte er sich gegen 667 andere Spieler durch und sicherte sich eine Siegprämie von 1,6 Millionen Australischen Dollar. Im Juni 2014 war Barer erstmals bei der World Series of Poker (WSOP) im Rio All-Suite Hotel and Casino am Las Vegas Strip erfolgreich und kam bei drei Turnieren der Variante No Limit Hold’em in die Geldränge. Ende August 2014 belegte er beim EPT High Roller in Barcelona den vierten Platz, der mit über 275.000 Euro bezahlt wurde. Anfang November 2014 saß der Kanadier am Finaltisch des Main Events der Asia Championship of Poker in Macau und wurde erneut Vierter für umgerechnet rund 260.000 US-Dollar. Am Jahresende belegte er den vierten Platz im Ranking des Global Poker Index Player of the Year. Ende August 2015 erreichte Barer, wie schon im Vorjahr, den Finaltisch des EPT High Roller in Barcelona und landete auf dem mit über 200.000 Euro dotierten sechsten Rang. Seitdem blieben größere Turniererfolge aus.
Insgesamt hat sich Barer mit Poker bei Live-Turnieren mehr als 3,5 Millionen US-Dollar erspielt.